# Góry Abchaskie
Góry Abchaskie – pasmo górskie Wielkiego Kaukazu. Leżą na północno-zachodnim krańcu Gruzji (Abchazja). Wyniesienie do 3156 m n.p.m. 